# Championnat du Portugal de rugby à XV 2020-2021
Navigation
Championnat 2019-2020 Championnat 2021-2022
Le championnat du Portugal de rugby à XV 2020-2021 met aux prises les douze meilleurs clubs de rugby à XV du Portugal.

## Format de la compétition
Lors d'une première phase dite régulière, les équipes se rencontrent en matchs aller-retour répartis en poule géographique de 3. Les vainqueurs de chaque poule se qualifient pour le tour de champion. Les deuxième s'affrontent en barrage, tandis que les troisième vont dans le tour des perdants. Les clubs sont alors répartis en deux poules de 6,.

## Faits marquants
La compétition est interrompue en janvier, et reprend en mars.

## Clubs de l'édition 2020-2021
| Lisbonne Coimbra Porto Arcos de Valdevez Cascais Montemor |

| Équipe               | Stade                                           | Capacité | Ville             |
| -------------------- | ----------------------------------------------- | -------- | ----------------- |
| Académica de Coimbra | Stade Municipal Sérgio Conceição (en)           | 2500     | Coimbra           |
| AEIS Agronomia       | Campo Rugby Tapada da Ajuda                     |          | Lisbonne          |
| CF Belenenses        | Belem Rugby Park                                |          | Lisbonne          |
| GDS Cascais          | Campo da Guia                                   |          | Cascais           |
| CDUL                 | Stade universitaire de Lisbonne                 | 8000     | Lisbonne          |
| CDUP                 | Estádio Universitário do Porto                  |          | Porto             |
| GD Direito           | Campo Monsanto                                  |          | Lisbonne          |
| CR Técnico           | Campo Rugby Olaias                              |          | Lisbonne          |
| CR Arcos de Valdevez | Estádio Municipal dos Arcos de Valdevez         |          | Arcos de Valdevez |
| CR São Miguel        | Complexo Desportivo Municipal São João de Brito |          | Lisbonne          |
| SL Benfica           | Complexo Desportivo Municipal São João de Brito |          | Lisbonne          |
| RC Montemor          | Parque Desportivo de Montemor-o-Novo            |          | Montemor-o-Novo   |

## Phase régulière

### Poule A
| Rang | Club        | J | V | N | D | Pm  | Pe  | Diff | Pts |
| ---- | ----------- | - | - | - | - | --- | --- | ---- | --- |
| 1    | Belenenses  | 4 | 4 | 0 | 0 | 203 | 27  | +176 | 20  |
| 2    | GDS Cascais | 4 | 2 | 0 | 2 | 108 | 108 | 0    | 10  |
| 3    | Benfica     | 4 | 0 | 0 | 4 | 27  | 203 | -176 | 0   |

|  | Qualifié pour le tour des vainqueurs (no 1).                        |
|  | Qualifié pour le barrage d'accession au tour des vainqueurs (no 2). |
|  | Envoyé en poule des perdants (no 3).                                |
|  | P : promu 2021                                                      |

### Poule B
| Rang | Club         | J | V | N | D | Pm  | Pe  | Diff | Pts |
| ---- | ------------ | - | - | - | - | --- | --- | ---- | --- |
| 1    | AEIS Técnico | 4 | 3 | 0 | 1 | 128 | 35  | +93  | 15  |
| 2    | CDUL         | 4 | 3 | 0 | 1 | 127 | 64  | +63  | 14  |
| 3    | Montemor     | 4 | 0 | 0 | 4 | 29  | 185 | -156 | 0   |

|  | Qualifié pour le tour des vainqueurs (no 1).                        |
|  | Qualifié pour le barrage d'accession au tour des vainqueurs (no 2). |
|  | Envoyé en poule des perdants (no 3).                                |
|  | P : promu 2021                                                      |

### Poule C
| Rang | Club           | J | V | N | D | Pm  | Pe  | Diff | Pts |
| ---- | -------------- | - | - | - | - | --- | --- | ---- | --- |
| 1    | Direito        | 4 | 4 | 0 | 0 | 134 | 32  | +102 | 18  |
| 2    | Agronomia      | 4 | 2 | 0 | 2 | 122 | 76  | +46  | 11  |
| 3    | São Miguel (P) | 4 | 0 | 0 | 4 | 39  | 187 | -148 | 0   |

|  | Qualifié pour le tour des vainqueurs (no 1).                        |
|  | Qualifié pour le barrage d'accession au tour des vainqueurs (no 2). |
|  | Envoyé en poule des perdants (no 3).                                |
|  | P : promu 2021                                                      |

### Poule D
| Rang | Club      | J | V | N | D | Pm  | Pe  | Diff | Pts |
| ---- | --------- | - | - | - | - | --- | --- | ---- | --- |
| 1    | CDUP      | 4 | 4 | 0 | 0 | 156 | 40  | +116 | 18  |
| 2    | Academica | 4 | 2 | 0 | 2 | 103 | 77  | +26  | 11  |
| 3    | Valdevez  | 4 | 0 | 0 | 4 | 15  | 157 | -142 | 0   |

|  | Qualifié pour le tour des vainqueurs (no 1).                        |
|  | Qualifié pour le barrage d'accession au tour des vainqueurs (no 2). |
|  | Envoyé en poule des perdants (no 3).                                |
|  | P : promu 2021                                                      |

## Barrage d'accession au tour des vainqueurs
| 05/12/2020 | Cascais | 18-36 | CDUL |  |
| 05/12/2020 |         |       |      |  |
| 05/12/2020 |         |       |      |  |

| 06/12/2020 | Agronomia | 33-17 | Académica |  |
| 06/12/2020 |           |       |           |  |
| 06/12/2020 |           |       |           |  |

## Deuxième phase

### Phase des Vainqueurs
| Rang | Club         | J  | V | N | D  | Pm  | Pe  | Diff | Pts |
| ---- | ------------ | -- | - | - | -- | --- | --- | ---- | --- |
| 1    | Direito      | 10 | 8 | 0 | 2  | 299 | 213 | +86  | 36  |
| 2    | AEIS Técnico | 10 | 8 | 0 | 2  | 223 | 169 | +54  | 34  |
| 3    | Belenenses   | 10 | 7 | 0 | 3  | 288 | 189 | +99  | 33  |
| 4    | CDUL         | 10 | 4 | 0 | 6  | 213 | 243 | -30  | 20  |
| 5    | Agronomia    | 10 | 3 | 0 | 7  | 237 | 246 | -9   | 18  |
| 6    | CDUP         | 10 | 0 | 0 | 10 | 138 | 338 | -200 | 1   |

|  | Qualifié pour les phases finales (no 1, no 2, no 3, no 4). |
|  | P : promu 2021                                             |

L'équipe qui reçoit est indiquée dans la colonne de gauche.	
| Clubs          | AGR   | BEL   | CDL   | CDP   | DIR   | TEC   |
| -------------- | ----- | ----- | ----- | ----- | ----- | ----- |
| AEIS Agronomia |       | 7-28  | 52-27 | 34-17 | 22-25 | 23-24 |
| CF Belenenses  | 39-13 |       | 45-31 | 49-10 | 15-20 | 32-17 |
| CDUL           | 25-19 | 13-17 |       | 29-17 | 19-23 | 16-21 |
| CDUP           | 10-28 | 26-36 | 9-13  |       | 18-28 | 0-34  |
| GD Direito     | 36-26 | 41-17 | 25-16 | 55-26 |       | 25-26 |
| CR Técnico     | 15-13 | 11-10 | 15-24 | 32-5  | 28-21 |       |

|  | Victoire à domicile |  | Match nul |  | Défaite à domicile |

### Phase des Perdants
| Rang | Club           | J  | V | N | D  | Pm  | Pe  | Diff | Pts |
| ---- | -------------- | -- | - | - | -- | --- | --- | ---- | --- |
| 1    | GDS Cascais    | 10 | 9 | 0 | 1  | 370 | 134 | +236 | 43  |
| 2    | Academica      | 10 | 8 | 1 | 1  | 255 | 150 | +105 | 37  |
| 3    | Benfica        | 10 | 5 | 0 | 5  | 236 | 176 | +60  | 23  |
| 4    | São Miguel (P) | 10 | 4 | 0 | 6  | 186 | 205 | -19  | 20  |
| 5    | Montemor       | 10 | 3 | 0 | 7  | 158 | 243 | -85  | 16  |
| 6    | Valdevez       | 10 | 0 | 0 | 10 | 77  | 371 | -294 | 2   |

L'équipe qui reçoit est indiquée dans la colonne de gauche.	
| Clubs                | ACA   | BEN   | CAS   | MON   | SMG   | VAL   |
| -------------------- | ----- | ----- | ----- | ----- | ----- | ----- |
| Académica de Coimbra |       | 18-12 | 8-20  | 31-24 | 23-10 | 35-0  |
| SL Benfica           | 10-20 |       | 16-36 | 63-14 | 10-5  | 64-11 |
| GDS Cascais          | 25-25 | 17-14 |       | 38-21 | 42-12 | 83-10 |
| RC Montemor          | 11-25 | 34-8  | 10-36 |       | 5-14  | 19-8  |
| CR São Miguel        | 32-34 | 8-19  | 18-45 | 11-10 |       | 50-14 |
| CR Arcos de Valdevez | 6-36  | 16-20 |       | 9-10  | 3-26  |       |

|  | Victoire à domicile |  | Match nul |  | Défaite à domicile |

## Phase finale
Les quatre premiers de la phase régulière sont qualifiés pour les demi-finales. L'équipe classée première affronte celle classée quatrième alors que la seconde affronte la troisième. 
|  | Demi-finales | Demi-finales |         |    | Finale      | Finale      |
|  | Demi-finales | Demi-finales |         |    | Finale      | Finale      |
|  |              |              |         |    |             |             |
|  | 22 mai 2021  | 22 mai 2021  |         |    | 29 mai 2021 | 29 mai 2021 |
|  | 22 mai 2021  | 22 mai 2021  |         |    | 29 mai 2021 | 29 mai 2021 |
|  | Direito      | 28           |         |    | 29 mai 2021 | 29 mai 2021 |
|  | Direito      | 28           |         |    | 29 mai 2021 | 29 mai 2021 |
|  | CDUL         | 9            |         |    | 29 mai 2021 | 29 mai 2021 |
|  | CDUL         | 9            | Direito | 11 |             |             |
|  | 21 mai 2021  |              | Direito | 11 |             |             |
|  |              | Técnico      | 15      |    |             |             |
|  | Técnico      | Técnico      | 15      | 13 |             |             |
|  | Técnico      |              |         | 13 |             |             |
|  | Belenenses   | 9            |         |    |             |             |
|  | Belenenses   | 9            |         |    |             |             |

### Résultats détaillés

#### Finale
| 29 mai 2021 17h00 | Direito                                    | 11-15 | Técnico                                                                        | Stade national du Jamor, Oeiras Arbitre : P.M. Silva |
| 29 mai 2021 17h00 | Essai(s) : 1 Silva Pénalité(s) : 2 Portela |       | Essai(s) : 2 Salgado, Storti Transformation(s) : 1 Bento Pénalité(s) : 1 Bento | Stade national du Jamor, Oeiras Arbitre : P.M. Silva |
| 29 mai 2021 17h00 |                                            |       |                                                                                | Stade national du Jamor, Oeiras Arbitre : P.M. Silva |

| Titulaires · Manuel Vilela 15 · João Vaz Antunes 14 · José Vareta 13 · Duarrte Alves Pereira 12 · João Silva 11 · Jerónimo Portela 10 · João Dias 9 · Vasco Fragoso Mendes 8 · João Granate 7 · Pedro Rosa 6 · Manuel Picão 5 · Duarte Torgal 4 · José Lupi 3 · Duarte Diniz 2 · David Costa 1 · Remplaçants · João Taveira 16 · Eduardo Macedo 17 · António Prim 18 · Rui D'Orey 19 · Nuno Peixoto 20 · Manuel Queirós 21 · Francisco Rosa 22 · Pedro Leal 23 · |  | Titulaires · 15 Simão Bento · 14 Hayden Hann · 13 Raffaele Storti · 12 Diogo Salgado · 11 Francisco Salgado · 10 Kane Hancy · 9 Pedro Lucas · 8 Manuel Maia · 7 Johnathan Kawau · 6 Tomás Suarez · 5 Gonçalo Faustino · 4 Francisco Dias · 3 Bruno Rocha · 2 Rodrigo Bento · 1 André Arrojado · Remplaçants · 16 Ricardo Marques · 17 Martim Martinho · 18 Miguel Seoane · 19 Manuel Serrano · 20 Bernardo Batista · 21 Duarte Marques · 22 Hugo Trigueiro · 23 António Cardoso · |